# プズル・アッシュル2世
プズル・アッシュル2世（Puzur Ashur II、生没年未詳）は、古アッシリア王国時代のアッシリアの王。
アッシリア王名表によればサルゴン1世の息子として生まれた。この時代の多くのアッシリア王と同じく彼についての情報は乏しく、出土している文書類も、完全に彼の時代の物と断定できるものが無いため業績はほとんどわかっていない。中アッシリア王国時代の王アッシュル・リム・ニシェシュの残した記録によれば、プズル・アッシュル2世はアッシュル市の城壁の造営を行った王として称えられている。
同じ文書の中で、彼の先王サルゴン1世、更にその前の王イクヌムの時代にも城壁の造営が行われたと記録されており、当時アッシュル市の城壁工事が頻繁に行われていたらしいことがわかる。
死後ナラム・シンが後を継いだ。アッシリア王名表によればナラム・シンはプズル・アッシュル2世の息子とされているが、異説もある。